# Стариков, Владимир Фёдорович
Владимир Фёдорович Стариков (род. 1959) — советский артист цирка, клоун и музыкальный эксцентрик.

## Биография
Родился 10 апреля 1959 года в городе Кирово-Чепецке, где посещал цирковую студию «Юность», выступая в жанре акробатики.
После окончания ГУЦЭИ (1982) выступал как клоун в паре с Б. Ивановым.  С 1991 года создал дуэт с С. Просвириным.
Работает в Цирке на проспекте Вернадского.
Удостоен звания мастера спорта СССР по акробатике.

## Характерные номера
- «Адажио»: Стариков и Просвирин, исполняя «классические па», пародируют балетных танцовщиков;
- «Музыкальные эксцентрики»: на манеже используются саксофон, банджо, клаксон, кухонные кастрюли, пищалки, трещотки (и даже унитаз с крышкой). Стариков и Просвирин, не переставая играть, ссорятся и мешают друг другу.

## Награды и звания
- Заслуженный артист Российской Федерации (1996);
- Приз 21-го Международного циркового фестиваля в Монте-Карло (1997 г.);
- Премия Москвы в области культуры и искусства (1999 г.);
- Приз жюри 6-го Международного циркового фестиваля в Будапеште (2006 г.)[1]

## Работа в кино
- Там, на неведомых дорожках… (1982 г.) — стрелец;
- Возвращение «Броненосца» (1996 г.) — факир[1].